# Elena Jonczewa
Elena Nikołowa Jonczewa, bułg. Елена Николова Йончева (ur. 27 maja 1964 w Sofii) – bułgarska dziennikarka, reportażystka, autorka filmów dokumentalnych i polityk, posłanka do Zgromadzenia Narodowego, deputowana do Parlamentu Europejskiego IX i X kadencji.

## Życiorys
Ukończyła studia dziennikarskie na Moskiewskim Uniwersytecie Państwowym. Była dziennikarką bułgarskiej publicznej telewizji BNT, zaczynając w programie Panorama. Zajmowała się prowadzeniem programów telewizyjnych typu talk-show. W późniejszym czasie aktywna głównie jako freelancer. Została wykładowczynią dziennikarstwa śledczego na Nowym Uniwersytecie Bułgarskim i właścicielką firmy producenckiej. Jako korespondentka relacjonowała konflikty m.in. w Bośni i Hercegowinie, Kosowie, Czeczenii, Afganistanie i Macedonii. Autorka ponad 25 telewizyjnych filmów dokumentalnych poświęconych głównie konfliktom na świecie.
Zaangażowała się w działalność polityczną w ramach Bułgarskiej Partii Socjalistycznej, do której wstąpiła w 2016. W 2017 została sekretarzem prasowym nowo wybranego prezydenta Rumena Radewa. W tym samym roku z ramienia socjalistów uzyskała mandat posłanki do Zgromadzenia Narodowego 44. kadencji. W 2019 została natomiast wybrana na deputowaną do Parlamentu Europejskiego IX kadencji.
Przed kolejnymi wyborami europejskimi w 2024 związała się z Ruchem na rzecz Praw i Wolności. Utrzymała wówczas mandat eurodeputowanej na kolejną kadencję, gdyż dwoje wyprzedzających ją kandydatów DPS przed jej rozpoczęciem zrezygnowało z zasiadania w PE.

## Życie prywatne
Była partnerką życiową Sergeja Staniszewa. W 2008 wystąpiła w pierwszej edycji programu rozrywkowego Dancing Stars.